# Konzyklische Menge

Vier konzyklische Punkte

In der Geometrie heißt eine Menge von Punkten konzyklisch, falls ein Kreis existiert, auf dessen Rand alle Punkte liegen. Drei Punkte sind immer konzyklisch, solange sie nicht kollinear sind, das heißt auf einer Geraden liegen.